# EFL Championship 2020-21
EFL Championship 2020-21 (còn được gọi là Sky Bet Championship vì lý do tài trợ) là mùa giải thứ 17 của Football League Championship và thứ 29 của giải hạng hai Anh.

## Thay đổi đội bóng
Các đội sau đây có sự thay đổi sau mùa giải 2019-20.
| Thăng hạng từ League One - Coventry City - Rotherham United - Wycombe Wanderers Xuống hạng từ Premier League - Bournemouth - Watford - Norwich City | Thăng hạng lên Premier League - Leeds United - West Bromwich Albion - Fulham Xuống hạng từ League One - Charlton Athletic - Wigan Athletic - Hull City |

1. ↑  Wigan Athletic bị trừ 12 điểm vì khó khăn tài chính. Đội đã kháng cáo về quyết định này, nhưng nó đã được quyết định vào ngày 4 tháng 8 năm 2020 vì đội kháng cáo không thành công. Điều đó khiến Wigan xuống hạng.[4][5]

## Sân vận động và địa điểm
| Đội                 | Địa điểm                | Sân vận động                    | Sức chứa |
| ------------------- | ----------------------- | ------------------------------- | -------- |
| Barnsley            | Barnsley                | Oakwell                         | 23,287   |
| Birmingham City     | Birmingham              | St Andrew's                     | 29,409   |
| Blackburn Rovers    | Blackburn               | Ewood Park                      | 31,367   |
| Bournemouth         | Bournemouth             | Dean Court                      | 11,364   |
| Brentford           | London (Brentford)      | Brentford Community Stadium     | 17,250   |
| Bristol City        | Bristol                 | Ashton Gate                     | 27,000   |
| Cardiff City        | Cardiff                 | Cardiff City Stadium            | 33,316   |
| Coventry City       | Birmingham              | St Andrew's                     | 29,409   |
| Derby County        | Derby                   | Pride Park Stadium              | 33,600   |
| Huddersfield Town   | Huddersfield            | Kirklees Stadium                | 24,121   |
| Luton Town          | Luton                   | Kenilworth Road                 | 10,356   |
| Middlesbrough       | Middlesbrough           | Riverside Stadium               | 34,742   |
| Millwall            | London (Nam Bermondsey) | The Den                         | 20,146   |
| Norwich City        | Norwich                 | Carrow Road                     | 27,244   |
| Nottingham Forest   | Nottingham              | City Ground                     | 30,445   |
| Preston North End   | Preston                 | Deepdale                        | 23,408   |
| Queens Park Rangers | London (White City)     | Kiyan Prince Foundation Stadium | 18,439   |
| Reading             | Reading                 | Madejski Stadium                | 24,161   |
| Rotherham United    | Rotherham               | New York Stadium                | 12,021   |
| Sheffield Wednesday | Sheffield               | Hillsborough Stadium            | 39,732   |
| Stoke City          | Stoke-On-Trent          | Bet365 Stadium                  | 30,089   |
| Swansea City        | Swansea                 | Liberty Stadium                 | 21,088   |
| Watford             | Watford                 | Vicarage Road                   | 22,200   |
| Wycombe Wanderers   | High Wycombe            | Adams Park                      | 9,448    |

## Khán giả
Cũng như cuối mùa giải trước, vì ảnh hưởng bởi đại dịch COVID-19, nên các trận đấu sẽ thi đấu mà không có khán giả. Tuy nhiên, vào ngày 19 tháng 9 năm 2020, hai trận đấu giữa Norwich City và Preston North End tại Carrow Road, giữa Middlesbrough và Bournemouth tại Sân vận động Riverside, được tổ chức với 1.000 khán giả, với tư cách là một phần của các sự kiện EFL.
Đây được coi là thời điểm mà khán giả dần đến sân cổ vũ, nhưng sự gia tăng nhanh chóng của các ca mắc COVID-19 từ cuối tháng 9 (cuối cùng dẫn đến giãn cách lần thứ hai vào tháng 11), dẫn đến kế hoạch bị tạm dừng.
Với việc giãn cách toàn quốc lần thứ hai kết thúc vào ngày 2 tháng 12 năm 2020, Anh thông báo sẽ quay trở lại hệ thống ba cấp trước đó, với các câu lạc bộ ở Cấp độ 2 được phép chứa tối đa 2.000 khán giả. Trận đấu đầu tiên diễn ra vào ngày 2 tháng 12 năm 2020, mặc dù các trận đấu của Luton Town và Wycombe Wanderers có giới hạn 1.000 khán giả, vì trước đó họ chưa tổ chức sự kiện thử nghiệm EFL.
Vào thứ Bảy, ngày 5 tháng 12 năm 2020, Reading, Millwall, Watford, Norwich City và Brentford đều tổ chức các trận đấu trước 2.000 khán giả được phân bổ tối đa cho phép, với người hâm mộ lần đầu tiên có mặt tại Sân vận động Brentford.
Tuy nhiên, sau đó đã có thông báo rằng từ Thứ Tư ngày 16 tháng 12 năm 2020, London, các phần của Essex và một phần của Hertfordshire, sẽ chuyển lên Cấp độ 3, cấp hạn chế cao nhất ở Anh, nghĩa là các câu lạc bộ bóng đá ở những khu vực này, (đối với các nhà vô địch EFL: Brentford, Millwall, Queens Park Rangers và Watford), sẽ trở lại thi đấu sau những sân vận động không có khán giả, do sự gia tăng các ca mắc COVID-19, sau khi đánh giá theo cấp độ.
Sau đó, đã có thông báo rằng từ thứ Bảy, ngày 19 tháng 12 năm 2020, Bedfordshire, Berkshire và Buckinghamshire cũng sẽ chuyển sang Cấp độ 3, nghĩa là đối với Giải vô địch EFL, Luton Town, Reading & Wycombe Wanderers cũng sẽ trở lại thi đấu sau khi không có khán giả, kể từ ngày này. Ngược lại, Bristol City, người trước đây không thể tiếp đón người hâm mộ, giờ có thể cho phép người hâm mộ quay trở lại, với Bristol bị hạ từ Cấp độ 3 xuống Cấp độ 2. Theo những hạn chế được cập nhật này, giờ đây, điều đó có nghĩa là chỉ các sân vận động của Bournemouth, Bristol City và Norwich City mới được mở cửa cho người hâm mộ tiếp đón người hâm mộ trong Giải Hạng nhất Anh. Điều này đã được đảo ngược vào thứ Tư ngày 23 tháng 12 năm 2020, với Bournemouth là đội duy nhất trong giải đủ điều kiện để tiếp đón người hâm mộ. Một tuần sau vào ngày 30 tháng 12 năm 2020, Cấp độ 2 bị loại bỏ ở Anh, với nước Anh đại lục ở Cấp độ 3 hoặc 4, có nghĩa là một lần nữa, không câu lạc bộ nào có thể tiếp đón người hâm mộ trong tương lai gần. Lần giãn cách toàn quốc thứ ba xảy ra vào tháng 1 năm 2021 có nghĩa là người hâm mộ cuối cùng đã không được vào sân theo dõi các trận đấu trong phần còn lại của mùa giải. Sau khi nới lỏng giãn cách vào tháng 5 năm 2021, các trận play-off có thể diễn ra mà các cổ động viên có thể vào sân và chiếm đến 20% sức chứa của sân.

## Nhân sự và áo đấu
| Đội                 | Huấn luyện viên   | Đội trưởng            | Nhà tài trợ trên áo đấu | Nhà tài trợ chính |
| ------------------- | ----------------- | --------------------- | ----------------------- | --- |
| Barnsley            | Valérien Ismaël   | Alex Mowatt           | Puma                    | The Investment Room |
| Birmingham City     | Lee Bowyer        | Harlee Dean           | Nike                    | BoyleSports |
| Blackburn Rovers    | Tony Mowbray      | Elliott Bennett       | Umbro                   | Recoverite Compression                                                                                                   |
| Bournemouth         | Jonathan Woodgate | Steve Cook            | Umbro                   | MSP Capital |
| Brentford           | Thomas Frank      | Pontus Jansson        | Umbro                   | Utilita |
| Bristol City        | Nigel Pearson     | Tomáš Kalas           | Hummel                  | MansionBet |
| Cardiff City        | Mick McCarthy     | Sean Morrison         | Adidas                  | Tourism Malaysia |
| Coventry City       | Mark Robins       | Liam Kelly            | Hummel                  | BoyleSports |
| Derby County        | Wayne Rooney      | David Marshall        | Umbro                   | 32Red |
| Huddersfield Town   | Carlos Corberán   | Christopher Schindler | Umbro                   | Nhiều nhà tài trợ (áo sân nhà) Yorkshire Air Ambulance / The Town Foundation / Kirkwood Hospice (sân khách và áo thứ ba) |
| Luton Town          | Nathan Jones      | Sonny Bradley         | Umbro                   | - JB Developments (Áo sân nhà) - Star Platforms (Áo sân khách) - Ryebridge (Áo thứ ba)                                   |
| Middlesbrough       | Neil Warnock      | Jonny Howson          | Hummel                  | 32Red |
| Millwall            | Gary Rowett       | Alex Pearce           | Macron                  | Huski Chocolate |
| Norwich City        | Daniel Farke      | Grant Hanley          | Erreà                   | Dafabet |
| Nottingham Forest   | Chris Hughton     | Michael Dawson        | Macron                  | Boxt 2 |
| Preston North End   | Frankie McAvoy    | Alan Browne           | Nike                    | 32Red |
| Queens Park Rangers | Mark Warburton    | Geoff Cameron         | Erreà                   | Senate Bespoke 2 |
| Reading             | Veljko Paunović   | Liam Moore            | Macron                  | Casumo |
| Rotherham United    | Paul Warne        | Richard Wood          | Puma                    | - Embark Group |
| Sheffield Wednesday | Darren Moore      | Barry Bannan          | Elev8                   | Chansiri (Áo sân nhà) Elev8 (Áo sân khách và áo thứ ba)                                                                  |
| Stoke City          | Michael O'Neill   | Không có              | Macron                  | bet365 |
| Swansea City        | Steve Cooper      | Matt Grimes           | Joma                    | Swansea University |
| Watford             | Xisco Muñoz       | Troy Deeney           | Kelme                   | Sportsbet.io |
| Wycombe Wanderers   | Gareth Ainsworth  | Matt Bloomfield       | O'Neills                | - Dreams (Áo sân nhà và sân khách) - Cherry Red Records (Áo thứ ba)                                                      |

1. ^  Đội trưởng của Derby Wayne Rooney đã giải nghệ vào ngày 15 tháng 1 năm 2021 để trở thành HLV của đội trên cơ sở lâu dài, đã giữ chức vụ HLV tạm thời kể từ tháng 11 sau khi Phillip Cocu bị sa thải.
2. ^  Nhà tài trợ trên áo đấu của Nottingham Forest và Queens Park Rangers là Football Index cho đến ngày 12 tháng 3 năm 2021 khi họ bắt đầu quản lý.[26]

## Thay đổi huấn luyện viên
| Đội                 | Huấn luyện viên rời đi      | Lý do                          | Ngày rời đội         | Vị trí trên BXH | HLV mới           | Ngày bổ nhiệm        |
| ------------------- | --------------------------- | ------------------------------ | -------------------- | --------------- | ----------------- | -------------------- |
| Birmingham City     | Steve Spooner Craig Gardner | Hết hạn tạm quyền              | 22 tháng 7 năm 2020  | Trước mùa giải  | Aitor Karanka     | 31 tháng 7 năm 2020  |
| Huddersfield Town   | Danny Schofield             | Hết hạn tạm quyền              | 22 tháng 7 năm 2020  | Trước mùa giải  | Carlos Corberán   | 23 tháng 7 năm 2020  |
| Watford             | Hayden Mullins              | Hết hạn tạm quyền              | 26 tháng 7 năm 2020  | Trước mùa giải  | Vladimir Ivić     | 15 tháng 8 năm 2020  |
| Bournemouth         | Eddie Howe                  | Mutual consent                 | 1 tháng 8 năm 2020   | Trước mùa giải  | Jason Tindall     | 8 tháng 8 năm 2020   |
| Reading             | Mark Bowen                  | Mutual consent                 | 29 tháng 8 năm 2020  | Trước mùa giải  | Veljko Paunović   | 29 tháng 8 năm 2020  |
| Barnsley            | Gerhard Struber             | Chuyển sang New York Red Bulls | 6 tháng 10 năm 2020  | Thứ 21          | Valérien Ismaël   | 23 tháng 10 năm 2020 |
| Nottingham Forest   | Sabri Lamouchi              | Sa thải                        | 6 tháng 10 năm 2020  | Thứ 22          | Chris Hughton     | 6 tháng 10 năm 2020  |
| Sheffield Wednesday | Garry Monk                  | Sa thải                        | 9 tháng 11 năm 2020  | Thứ 23          | Tony Pulis        | 13 tháng 11 năm 2020 |
| Derby County        | Phillip Cocu                | Mutual consent                 | 14 tháng 11 năm 2020 | Thứ 24          | Wayne Rooney      | 27 tháng 11 năm 2020 |
| Watford             | Vladimir Ivić               | Sa thải                        | 19 tháng 12 năm 2020 | Thứ 5           | Xisco Muñoz       | 20 tháng 12 năm 2020 |
| Sheffield Wednesday | Tony Pulis                  | Sa thải                        | 28 tháng 12 năm 2020 | Thứ 23          | Darren Moore      | 1 tháng 3 năm 2021   |
| Cardiff City        | Neil Harris                 | Sa thải                        | 21 tháng 1 năm 2021  | Thứ 15          | Mick McCarthy     | 22 tháng 1 năm 2021  |
| Bournemouth         | Jason Tindall               | Sa thải                        | 3 tháng 2 năm 2021   | Thứ 6           | Jonathan Woodgate | 21 tháng 2 năm 2021  |
| Bristol City        | Dean Holden                 | Sa thải                        | 16 tháng 2 năm 2021  | Thứ 13          | Nigel Pearson     | 22 tháng 2 năm 2021  |
| Birmingham City     | Aitor Karanka               | Resigned                       | 16 tháng 3 năm 2021  | Thứ 21          | Lee Bowyer        | 16 tháng 3 năm 2021  |
| Preston North End   | Alex Neil                   | Sa thải                        | 21 tháng 3 năm 2021  | Thứ 16          | Frankie McAvoy    | 10 tháng 5 năm 2021  |

1. ↑  Rooney was initially appointed as interim manager until the end of the season, but the move was made permanent on ngày 15 tháng 1 năm 2021.
2. ↑  Woodgate was initially caretaker manager, but was then appointed as manager until the end of the season on ngày 21 tháng 2 năm 2021.

## Bảng xếp hạng
READ THIS BEFORE UPDATING: If teams change position, see the #Usage section for how to update this template. Please do not forget to update the date (|update=)
AFTER UPDATING: Pages with the template might not be updated immediately so the page can be updated with a WP:NULL on the article in question.

| VT | Đội                     | ST | T  | H  | B  | BT | BB | HS  | Đ  | Thăng hạng, giành quyền tham dự hoặc xuống hạng |
| -- | ----------------------- | -- | -- | -- | -- | -- | -- | --- | -- | ----------------------------------------------- |
| 1  | Norwich City (C, P)     | 46 | 29 | 10 | 7  | 75 | 36 | +39 | 97 | Promotion to the Premier League                 |
| 2  | Watford (P)             | 46 | 27 | 10 | 9  | 63 | 30 | +33 | 91 | Promotion to the Premier League                 |
| 3  | Brentford (O, P)        | 46 | 24 | 15 | 7  | 79 | 42 | +37 | 87 | Qualification for Championship play-offs        |
| 4  | Swansea City            | 46 | 23 | 11 | 12 | 56 | 39 | +17 | 80 | Qualification for Championship play-offs        |
| 5  | Barnsley                | 46 | 23 | 9  | 14 | 58 | 50 | +8  | 78 | Qualification for Championship play-offs        |
| 6  | Bournemouth             | 46 | 22 | 11 | 13 | 73 | 46 | +27 | 77 | Qualification for Championship play-offs        |
| 7  | Reading                 | 46 | 19 | 13 | 14 | 62 | 54 | +8  | 70 |                                                 |
| 8  | Cardiff City            | 46 | 18 | 14 | 14 | 66 | 49 | +17 | 68 |                                                 |
| 9  | Queens Park Rangers     | 46 | 19 | 11 | 16 | 57 | 55 | +2  | 68 |                                                 |
| 10 | Middlesbrough           | 46 | 18 | 10 | 18 | 55 | 53 | +2  | 64 |                                                 |
| 11 | Millwall                | 46 | 15 | 17 | 14 | 47 | 52 | −5  | 62 |                                                 |
| 12 | Luton Town              | 46 | 17 | 11 | 18 | 41 | 52 | −11 | 62 |                                                 |
| 13 | Preston North End       | 46 | 18 | 7  | 21 | 49 | 56 | −7  | 61 |                                                 |
| 14 | Stoke City              | 46 | 15 | 15 | 16 | 50 | 52 | −2  | 60 |                                                 |
| 15 | Blackburn Rovers        | 46 | 15 | 12 | 19 | 65 | 54 | +11 | 57 |                                                 |
| 16 | Coventry City           | 46 | 14 | 13 | 19 | 49 | 61 | −12 | 55 |                                                 |
| 17 | Nottingham Forest       | 46 | 12 | 16 | 18 | 37 | 45 | −8  | 52 |                                                 |
| 18 | Birmingham City         | 46 | 13 | 13 | 20 | 37 | 61 | −24 | 52 |                                                 |
| 19 | Bristol City            | 46 | 15 | 6  | 25 | 46 | 68 | −22 | 51 |                                                 |
| 20 | Huddersfield Town       | 46 | 12 | 13 | 21 | 50 | 71 | −21 | 49 |                                                 |
| 21 | Derby County            | 46 | 11 | 11 | 24 | 36 | 58 | −22 | 44 |                                                 |
| 22 | Wycombe Wanderers (R)   | 46 | 11 | 10 | 25 | 39 | 69 | −30 | 43 | Relegation to EFL League One                    |
| 23 | Rotherham United (R)    | 46 | 11 | 9  | 26 | 44 | 60 | −16 | 42 | Relegation to EFL League One                    |
| 24 | Sheffield Wednesday (R) | 46 | 12 | 11 | 23 | 40 | 61 | −21 | 41 | Relegation to EFL League One                    |

1. ↑  Sheffield Wednesday received a 12 point deduction for breaching the League's Profitability and Sustainability Rules. This was later reduced to 6 points by an Independent League Arbitration panel.[58][59]

## Play-offs
|  | Bán kết | Bán kết      | Bán kết | Bán kết      | Bán kết |   |   | Chung kết | Chung kết | Chung kết |  |
|  |         |              |         |              |         |   |   |           |           |           |  |
|  | 3       | Brentford    | 0       | 3            | 3       |   |   |           |           |           |  |
|  | 3       | Brentford    | 0       | 3            | 3       |   |   |           |           |           |  |
|  | 6       | Bournemouth  | 1       | 1            | 2       |   |   |           |           |           |  |
|  | 6       | Bournemouth  | 1       | 1            | 2       |   | 3 | Brentford | 2         |           |  |
|  |         |              |         |              |         |   | 3 | Brentford | 2         |           |  |
|  |         |              | 4       | Swansea City | 0       |   |   |           |           |           |  |
|  | 4       | Swansea City | 4       | Swansea City | 0       | 1 | 1 | 2         |           |           |  |
|  | 4       | Swansea City |         |              |         |   |   | 2         |           |           |  |
|  | 5       | Barnsley     | 0       | 1            | 1       |   |   |           |           |           |  |

## Kết quả
| Nhà \ Khách         | BAR | BIR | BLA | BOU | BRE | BRI | CAR | COV | DER | HUD | LUT | MID | MIL | NOR | NOT | PNE | QPR | REA | ROT | SHW | STO | SWA | WAT | WYC |
| ------------------- | --- | --- | --- | --- | --- | --- | --- | --- | --- | --- | --- | --- | --- | --- | --- | --- | --- | --- | --- | --- | --- | --- | --- | --- |
| Barnsley            | —   | 1–0 | 2–1 | 0–4 | 0–1 | 2–2 | 2–2 | 0–0 | 0–0 | 2–1 | 0–1 | 2–0 | 2–1 | 2–2 | 2–0 | 2–1 | 3–0 | 1–1 | 1–0 | 1–2 | 2–0 | 0–2 | 1–0 | 2–1 |
| Birmingham City     | 1–2 | —   | 0–2 | 1–3 | 1–0 | 0–3 | 0–4 | 1–1 | 0–4 | 2–1 | 0–1 | 1–4 | 0–0 | 1–3 | 1–1 | 0–1 | 2–1 | 2–1 | 1–1 | 0–1 | 2–0 | 1–0 | 0–1 | 1–2 |
| Blackburn Rovers    | 2–1 | 5–2 | —   | 0–2 | 0–1 | 0–0 | 0–0 | 1–1 | 2–1 | 5–2 | 1–0 | 0–0 | 2–1 | 1–2 | 0–1 | 1–2 | 3–1 | 2–4 | 2–1 | 1–1 | 1–1 | 1–1 | 2–3 | 5–0 |
| Bournemouth         | 2–3 | 3–2 | 3–2 | —   | 0–1 | 1–0 | 1–2 | 4–1 | 1–1 | 5–0 | 0–1 | 3–1 | 1–1 | 1–0 | 2–0 | 2–3 | 0–0 | 4–2 | 1–0 | 1–2 | 0–2 | 3–0 | 1–0 | 1–0 |
| Brentford           | 0–2 | 0–0 | 2–2 | 2–1 | —   | 3–2 | 1–1 | 2–0 | 0–0 | 3–0 | 1–0 | 0–0 | 0–0 | 1–1 | 1–1 | 2–4 | 2–1 | 3–1 | 1–0 | 3–0 | 2–1 | 1–1 | 2–0 | 7–2 |
| Bristol City        | 0–1 | 0–1 | 1–0 | 1–2 | 1–3 | —   | 0–2 | 2–1 | 1–0 | 2–1 | 2–3 | 0–1 | 0–2 | 1–3 | 0–0 | 2–0 | 0–2 | 0–2 | 0–2 | 2–0 | 0–2 | 1–1 | 0–0 | 2–1 |
| Cardiff City        | 3–0 | 3–2 | 2–2 | 1–1 | 2–3 | 0–1 | —   | 3–1 | 4–0 | 3–0 | 4–0 | 1–1 | 1–1 | 1–2 | 0–1 | 4–0 | 0–1 | 1–2 | 1–1 | 0–2 | 0–0 | 0–2 | 1–2 | 2–1 |
| Coventry City       | 2–0 | 0–0 | 0–4 | 1–3 | 2–0 | 3–1 | 1–0 | —   | 1–0 | 0–0 | 0–0 | 1–2 | 6–1 | 0–2 | 1–2 | 0–1 | 3–2 | 3–2 | 3–1 | 2–0 | 0–0 | 1–1 | 0–0 | 0–0 |
| Derby County        | 0–2 | 1–2 | 0–4 | 1–0 | 2–2 | 1–0 | 1–1 | 1–1 | —   | 2–0 | 2–0 | 2–1 | 0–1 | 0–1 | 1–1 | 0–1 | 0–1 | 0–2 | 0–1 | 3–3 | 0–0 | 2–0 | 0–1 | 1–1 |
| Huddersfield Town   | 0–1 | 1–1 | 2–1 | 1–2 | 1–1 | 1–2 | 0–0 | 1–1 | 1–0 | —   | 1–1 | 3–2 | 0–1 | 0–1 | 1–0 | 1–2 | 2–0 | 1–2 | 0–0 | 2–0 | 1–1 | 4–1 | 2–0 | 2–3 |
| Luton Town          | 1–2 | 1–1 | 1–1 | 0–0 | 0–3 | 2–1 | 0–2 | 2–0 | 2–1 | 1–1 | —   | 1–1 | 1–1 | 3–1 | 1–1 | 3–0 | 0–2 | 0–0 | 0–0 | 3–2 | 0–2 | 0–1 | 1–0 | 2–0 |
| Middlesbrough       | 2–1 | 0–1 | 0–1 | 1–1 | 1–4 | 1–3 | 1–1 | 2–0 | 3–0 | 2–1 | 1–0 | —   | 3–0 | 0–1 | 1–0 | 2–0 | 1–2 | 0–0 | 0–3 | 3–1 | 3–0 | 2–1 | 1–1 | 0–3 |
| Millwall            | 1–1 | 2–0 | 0–2 | 1–4 | 1–1 | 4–1 | 1–1 | 1–2 | 0–1 | 0–3 | 2–0 | 1–0 | —   | 0–0 | 1–1 | 2–1 | 1–1 | 1–1 | 1–0 | 4–1 | 0–0 | 0–3 | 0–0 | 0–0 |
| Norwich City        | 1–0 | 1–0 | 1–1 | 1–3 | 1–0 | 2–0 | 2–0 | 1–1 | 0–1 | 7–0 | 3–0 | 0–0 | 0–0 | —   | 2–1 | 2–2 | 1–1 | 4–1 | 1–0 | 2–1 | 4–1 | 1–0 | 0–1 | 2–1 |
| Nottingham Forest   | 0–0 | 0–0 | 1–0 | 0–0 | 1–3 | 1–2 | 0–2 | 2–1 | 1–1 | 0–2 | 0–1 | 1–2 | 3–1 | 0–2 | —   | 1–2 | 3–1 | 1–1 | 1–1 | 2–0 | 1–1 | 0–1 | 0–0 | 2–0 |
| Preston North End   | 2–0 | 1–2 | 0–3 | 1–1 | 0–5 | 1–0 | 0–1 | 2–0 | 3–0 | 3–0 | 0–1 | 3–0 | 0–2 | 1–1 | 0–1 | —   | 0–0 | 0–0 | 1–2 | 1–0 | 0–1 | 0–1 | 0–1 | 2–2 |
| Queens Park Rangers | 1–3 | 0–0 | 1–0 | 2–1 | 2–1 | 1–2 | 3–2 | 3–0 | 0–1 | 0–1 | 3–1 | 1–1 | 3–2 | 1–3 | 2–0 | 0–2 | —   | 0–1 | 3–2 | 4–1 | 0–0 | 0–2 | 1–1 | 1–0 |
| Reading             | 2–0 | 1–2 | 1–0 | 3–1 | 1–3 | 3–1 | 1–1 | 3–0 | 3–1 | 2–2 | 2–1 | 0–2 | 1–2 | 1–2 | 2–0 | 0–3 | 1–1 | —   | 3–0 | 3–0 | 0–3 | 2–2 | 1–0 | 1–0 |
| Rotherham United    | 1–2 | 0–1 | 1–1 | 2–2 | 0–2 | 2–0 | 1–2 | 0–1 | 3–0 | 1–1 | 0–1 | 1–2 | 0–1 | 1–2 | 0–1 | 2–1 | 3–1 | 0–1 | —   | 3–0 | 3–3 | 1–3 | 1–4 | 0–3 |
| Sheffield Wednesday | 1–2 | 0–1 | 1–0 | 1–0 | 1–2 | 1–1 | 5–0 | 1–0 | 1–0 | 1–1 | 0–1 | 2–1 | 0–0 | 1–2 | 0–0 | 1–0 | 1–1 | 1–1 | 1–2 | —   | 0–0 | 0–2 | 0–0 | 2–0 |
| Stoke City          | 2–2 | 1–1 | 1–0 | 0–1 | 3–2 | 0–2 | 1–2 | 2–3 | 1–0 | 4–3 | 3–0 | 1–0 | 1–2 | 2–3 | 1–1 | 0–0 | 2–2 | 0–0 | 1–0 | 1–1 | —   | 1–2 | 1–2 | 2–0 |
| Swansea City        | 2–0 | 0–0 | 2–0 | 0–0 | 1–1 | 1–3 | 0–1 | 1–0 | 2–1 | 1–1 | 2–2 | 2–1 | 2–1 | 2–0 | 1–0 | 0–1 | 0–0 | 0–0 | 1–0 | 1–1 | 2–0 | —   | 2–1 | 2–2 |
| Watford             | 1–0 | 3–0 | 3–1 | 1–1 | 1–1 | 6–0 | 0–1 | 3–2 | 2–1 | 2–0 | 1–0 | 1–0 | 1–0 | 1–0 | 1–0 | 4–1 | 1–2 | 2–0 | 2–0 | 1–0 | 3–2 | 2–0 | —   | 2–0 |
| Wycombe Wanderers   | 1–3 | 0–0 | 1–0 | 1–0 | 0–0 | 2–1 | 2–1 | 1–2 | 1–2 | 0–0 | 1–3 | 1–3 | 1–2 | 0–2 | 0–3 | 1–0 | 1–1 | 1–0 | 0–1 | 1–0 | 0–1 | 0–2 | 1–1 | —   |

## Thống kê

### Bàn thắng

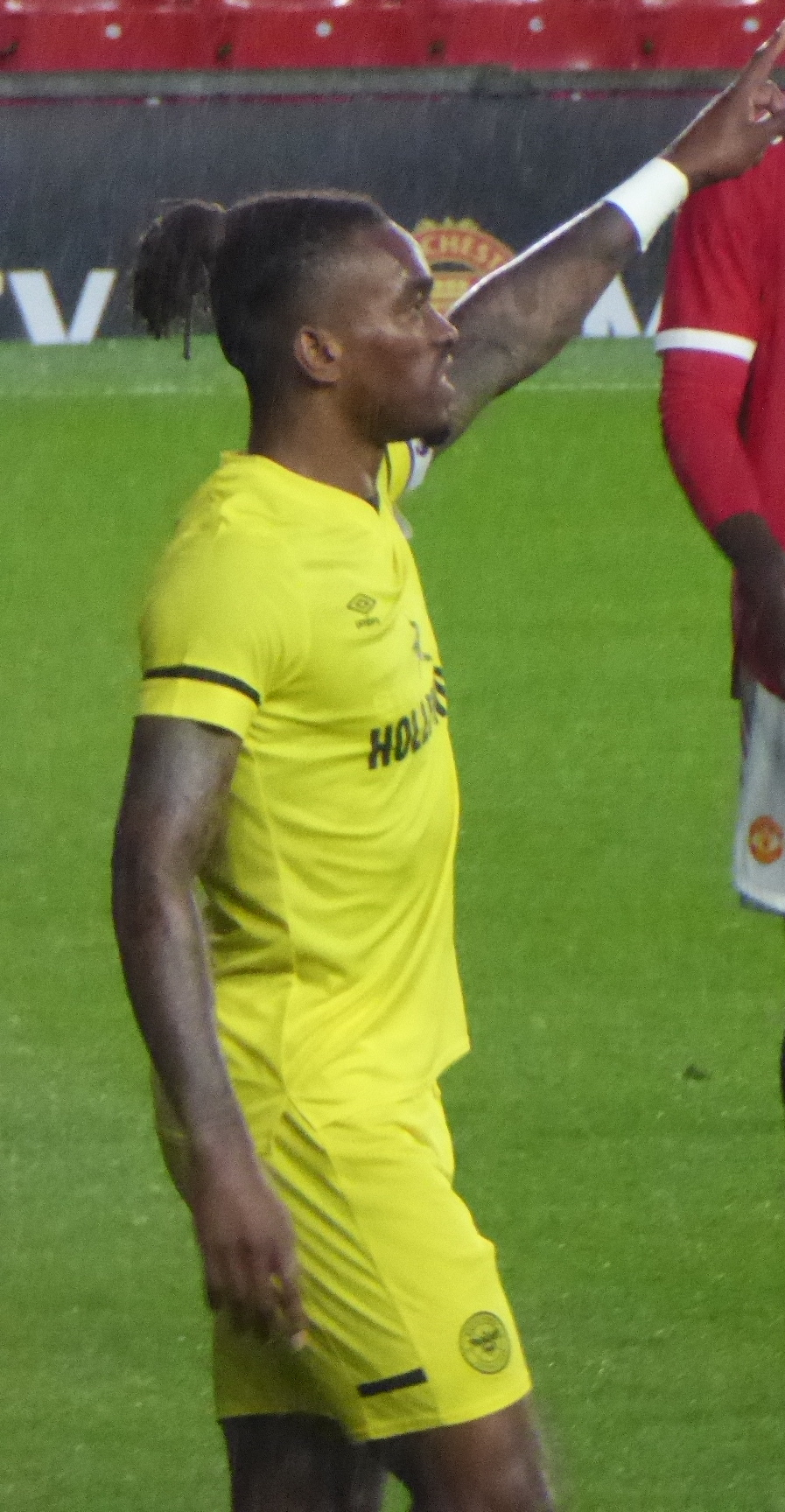
Ivan Toney

Ivan Toney của CLB Brentford giành Vua phá lưới trong mùa giải thi đấu đầu tiên cho The Bees, ghi được 33 bàn thắng, giúp đội bóng giành chiến thắng ở loạt trận play-offs để lên chơi Premier League sau 74 năm vắng bóng.

#### Danh sách ghi bàn
| Thứ hạng | Cầu thủ          | Đội              | Số bàn thắng |
| -------- | ---------------- | ---------------- | ------------ |
| 1        | Ivan Toney1      | Brentford        | 33           |
| 2        | Adam Armstrong   | Blackburn Rovers | 28           |
| 3        | Teemu Pukki      | Norwich City     | 26           |
| 4        | Kieffer Moore    | Cardiff City     | 20           |
| 5        | Lucas João       | Reading          | 19           |
| 6        | André Ayew2      | Swansea City     | 17           |
| 6        | Arnaut Danjuma1  | Bournemouth      | 17           |
| 8        | Emiliano Buendía | Norwich City     | 15           |
| 8        | Dominic Solanke  | Bournemouth      | 15           |
| 10       | Jamal Lowe       | Swansea City     | 14           |

- 1 Trong đó có 2 bàn thắng ghi được trong loạt trận play-offs.
- 2 Trong đó có 1 bàn thắng ghi được trong loạt trận play-offs.

#### Những cú Hat-trick
| Cầu thủ        | Ghi bàn cho      | Thi đấu với       | Kết quả | Thời gian            |
| -------------- | ---------------- | ----------------- | ------- | -------------------- |
| Adam Armstrong | Blackburn Rovers | Wycombe Wanderers | 5–0 (H) | 19 tháng 9 năm 2020  |
| James Collins  | Luton Town       | Preston North End | 3–0 (H) | 12 tháng 12 năm 2020 |
| Sergi Canós    | Brentford        | Cardiff City      | 3–2 (A) | 26 tháng 12 năm 2020 |
| Ivan Toney     | Brentford        | Wycombe Wanderers | 7–2 (H) | 30 tháng 1 năm 2021  |
| Teemu Pukki    | Norwich City     | Huddersfield Town | 7–0 (H) | 6 tháng 4 năm 2021   |
| Adam Armstrong | Blackburn Rovers | Huddersfield Town | 5–2 (H) | 24 tháng 4 năm 2021  |
| Harry Wilson   | Cardiff City     | Birmingham City   | 4–0 (A) | 1 tháng 5 năm 2021   |
| Adam Armstrong | Blackburn Rovers | Birmingham City   | 5–2 (H) | 8 tháng 5 năm 2021   |

#### Vua kiến tạo

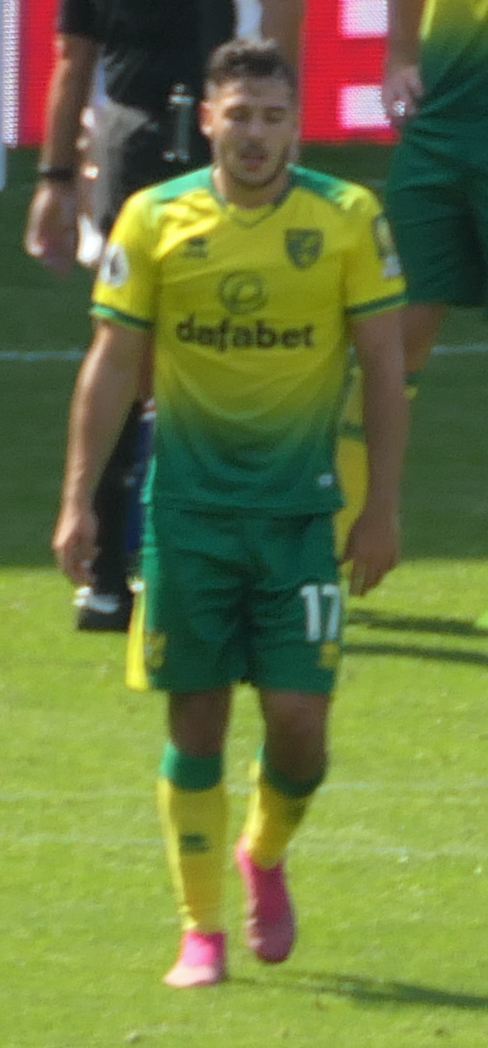
Emiliano Buendía

Emiliano Buendía là cầu thủ kiến tạo nhiều nhất, với 16 lần, và đội bóng của anh Norwich City quay trở lại Premier League sau 1 mùa giải, và giành chức vô địch Championship thứ 2 trong 3 mùa giải liên tiếp.
| Thứ hạng | Cầu thủ          | Đội              | Số lần kiến tạo |
| -------- | ---------------- | ---------------- | --------------- |
| 1        | Emiliano Buendía | Norwich City     | 16              |
| 2        | Michael Olise    | Reading          | 12              |
| 3        | Harvey Elliott   | Blackburn Rovers | 11              |
| 3        | Harry Wilson     | Cardiff City     | 11              |
| 5        | Bryan Mbeumo     | Brentford        | 10              |
| 5        | Ivan Toney       | Brentford        | 10              |
| 7        | Jake Bidwell     | Swansea City     | 8               |
| 7        | David Brooks1    | Bournemouth      | 8               |
| 7        | Sergi Canós      | Brentford        | 8               |
| 7        | Callum O'Hare    | Coventry City    | 8               |
| 7        | Dominic Solanke  | Bournemouth      | 8               |

- 1 Trong đó có 1 đường kiến tạo trong loạt trận play-offs.

### Số trận giữ sạch lưới

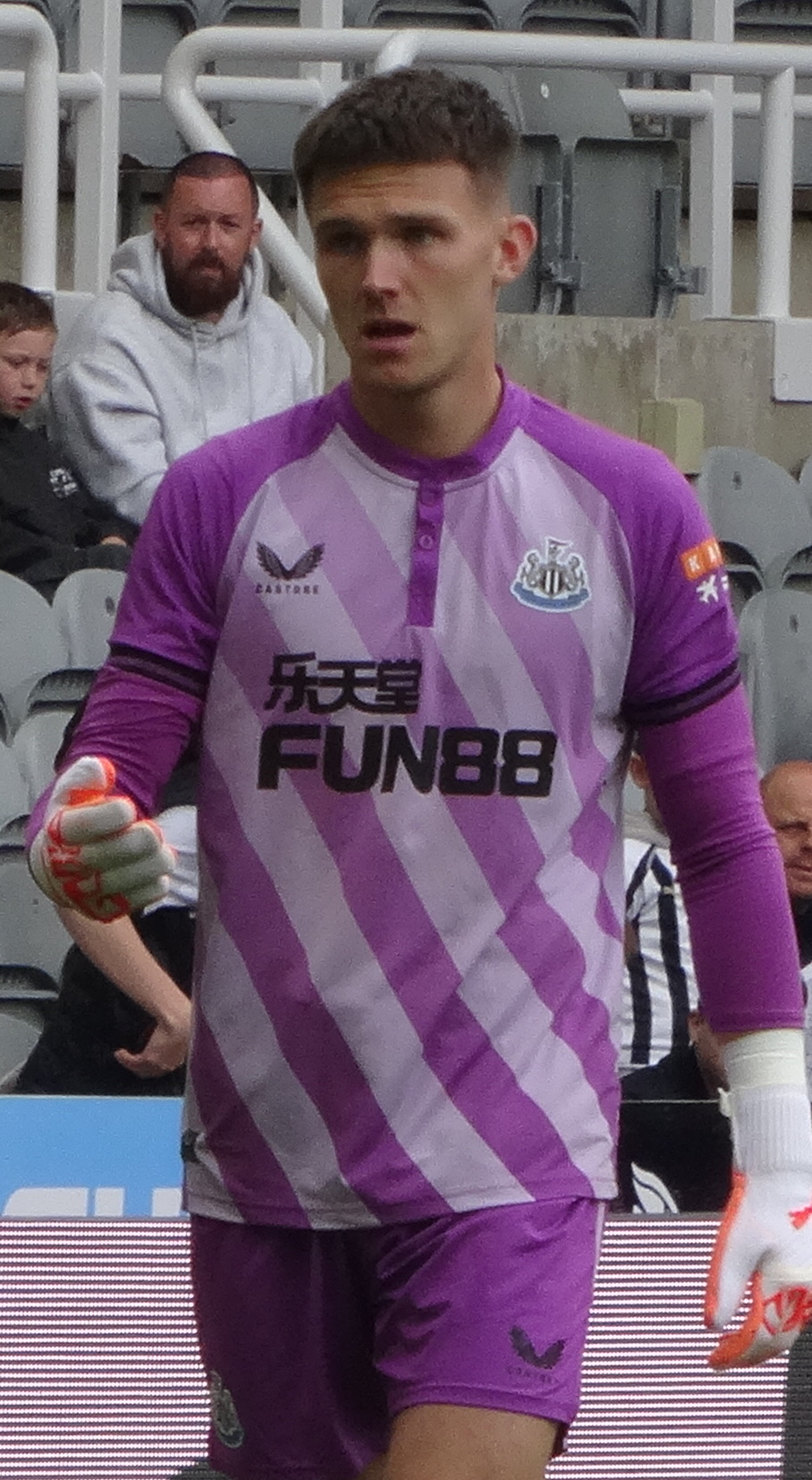
Freddie Woodman

Freddie Woodman giành giải Găng tay vàng mùa này với 21 trận giữ sạch lưới, giúp Swansea City vào đến chung kết playoffs, trong khi anh đang được clb  Newcastle United cho mượn.
| Thứ hạng | Cầu thủ            | Câu lạc bộ        | Số trận giữ sạch lưới |
| -------- | ------------------ | ----------------- | --------------------- |
| 1        | Freddie Woodman1   | Swansea City      | 21                    |
| 2        | Bartosz Białkowski | Millwall          | 17                    |
| 2        | Tim Krul           | Norwich City      | 17                    |
| 2        | Rafael             | Reading           | 17                    |
| 5        | Asmir Begović1     | Bournemouth       | 16                    |
| 5        | David Raya         | Brentford         | 16                    |
| 7        | Brice Samba        | Nottingham Forest | 14                    |
| 8        | Daniel Bachmann    | Watford           | 13                    |
| 8        | Marcus Bettinelli  | Middlesbrough     | 13                    |
| 8        | Neil Etheridge     | Birmingham City   | 13                    |

- 1 Trong đó có 1 trận giữ sạch lưới ở loạt trận playoffs.

### Discipline

#### Players
- Most yellow cards: 12[70]
  -  Nathaniel Chalobah (Watford)
  -  Michael Ihiekwe (Rotherham United)
  -  Jefferson Lerma1 (Bournemouth)
- Most red cards: 2
  -  Emiliano Buendía (Norwich City)
  -  Kyle McFadzean (Coventry City)
- 1 Includes 1 yellow card in The Championship play-offs.

#### Club
- Most yellow cards: 80[71]
  - Rotherham United
  - Watford
- Most red cards: 7
  - Sheffield Wednesday

## Giải thưởng

### Hằng tháng
| Tháng    | HLV xuất sắc nhất tháng | HLV xuất sắc nhất tháng | Cầu thủ xuất sắc nhất tháng | Cầu thủ xuất sắc nhất tháng | Liên kết ngoài |
| -------- | ----------------------- | ----------------------- | --------------------------- | --------------------------- | -------------- |
| Tháng 9  | Veljko Paunović         | Reading                 | Bradley Johnson             | Blackburn Rovers            | [ 72 ]         |
| Tháng 10 | Neil Warnock            | Middlesbrough           | Ivan Toney                  | Brentford                   | [ 73 ]         |
| Tháng 11 | Vladimir Ivić           | Watford                 | David Brooks                | Bournemouth                 | [ 74 ]         |
| Tháng 12 | Thomas Frank            | Brentford               | Duncan Watmore              | Middlesbrough               | [ 75 ]         |
| Tháng 1  | Steve Cooper            | Swansea City            | Matt Crooks                 | Rotherham United            | [ 76 ]         |
| Tháng 2  | Mick McCarthy           | Cardiff City            | Teemu Pukki                 | Norwich City                | [ 77 ]         |
| Tháng 3  | Xisco Muñoz             | Watford                 | Alex Mowatt                 | Barnsley                    | [ 78 ]         |
| Tháng 4  | Jonathan Woodgate       | Bournemouth             | Arnaut Danjuma              | Bournemouth                 | [ 79 ]         |

### Hàng năm
| Giải thưởng                   | Cầu thủ giành giải | Câu lạc bộ   |
| ----------------------------- | ------------------ | ------------ |
| Cầu thủ Xuất sắc nhất năm     | Emiliano Buendía   | Norwich City |
| Cầu thủ trẻ Xuất sắc nhất năm | Michael Olise      | Reading      |

Đội hình của năm
| Vị trí          | Cầu thủ          | Câu lạc bộ   | Ref.          |
| --------------- | ---------------- | ------------ | ------------- |
| TM              | Asmir Begović    | Bournemouth  | [ 80 ] [ 81 ] |
| HV              | Max Aarons       | Norwich City | [ 80 ] [ 81 ] |
| HV              | Grant Hanley     | Norwich City | [ 80 ] [ 81 ] |
| HV              | Sean Morrison    | Cardiff City | [ 80 ] [ 81 ] |
| HV              | Adam Masina      | Watford      | [ 80 ] [ 81 ] |
| TV              | Emiliano Buendía | Norwich City | [ 80 ] [ 81 ] |
| TV              | Michael Olise    | Reading      | [ 80 ] [ 81 ] |
| TV              | Alex Mowatt      | Barnsley     | [ 80 ] [ 81 ] |
| TĐ              | Arnaut Danjuma   | Bournemouth  | [ 80 ] [ 81 ] |
| TĐ              | Ivan Toney       | Brentford    | [ 80 ] [ 81 ] |
| TĐ              | Teemu Pukki      | Norwich City | [ 80 ] [ 81 ] |
| Huấn luyện viên | Daniel Farke     | Norwich City | [ 80 ] [ 81 ] |

### Đội hình của năm PFA Championship
| Vị trí | Cầu thủ          | Câu lạc bộ       |
| ------ | ---------------- | ---------------- |
| TM     | Tim Krul         | Norwich City     |
| HV     | Max Aarons       | Norwich City     |
| HV     | Ethan Pinnock    | Brentford        |
| HV     | Grant Hanley     | Norwich City     |
| HV     | Rico Henry       | Brentford        |
| TV     | Emiliano Buendía | Norwich City     |
| TV     | Michael Olise    | Reading          |
| TV     | Oliver Skipp     | Norwich City     |
| TĐ     | Adam Armstrong   | Blackburn Rovers |
| TĐ     | Ivan Toney       | Brentford        |
| TĐ     | Teemu Pukki      | Norwich City     |